# Río Simme

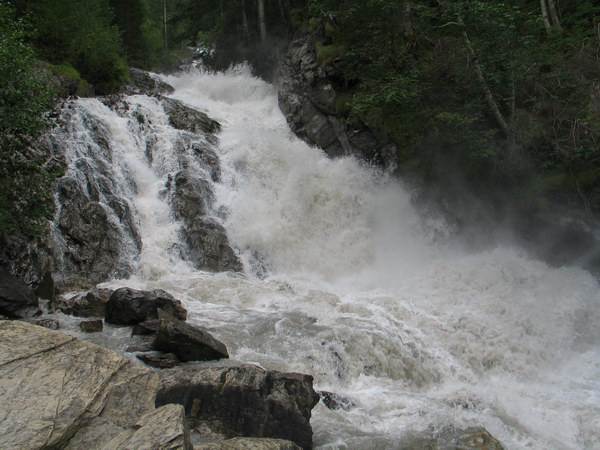
Otra Vista del río

El río Simme es un corto río de Suiza, de 55,4 km de longitud, que discurre por la región del Oberland bernés, en el cantón de Berna. Es el principal afluente del río Kander, parte de la cuenca del Rin, y drena una cuenca de 594 km².  El nombre del río Simme se refiere, probablemente, a la forma en que se decía "agua" en las antiguas lenguas indoeuropeas. 
El Simme nace en un lugar llamado Les 7 fontaines de la Simme, recibiendo agua de siete arroyos, el primero en el Rezlialp, en donde recibe unas dos fuentes de aguas salvajes de los Alpes. 
Todavía en esta zona, el Simme recibe el Trüebbach, que cuela de uno de los glaciares de la «Plaine Morte». Debajo de Rezlialp, el río tiene una caída de 200 m. Ya en la meseta suiza, el río se dirige hacia el noreste en el distrito de Obersimmental. Tras lo cual pasa por la comuna de Sankt Stephan para entrar en el valle de Zweisimmen. Enseguida se dirige hacia el valle del distrito de Niedersimmental, para llegar al sur de Boltigen. Aquí, el Simme se dirige hacia el norte, hasta encontrar Wimmis, donde este desemboca en el Kander, que a su vez desemboca unos pocos kilómetros después en el lago de Thun cerca de Spiez.  